# Хитці (Сенчанська сільська громада)
Хитці́ — село в Україні, у Миргородському районі Полтавської області. Населення становить 275 осіб. Входить до складу Сенчанської сільської громади.

## Географія
Село Хитці знаходиться на правому березі річки Сула, вище за течією на відстані 2,5 км розташоване село Лучка, нижче за течією на відстані 2,5 км розташоване село Шеки, на протилежному березі — село Хорошки (Лубенський район). Річка в цьому місці звивиста, утворює лимани, стариці та заболочені озера.

## Назва
Раніше називалися Хитці Синецькі, оскільки лежали неподалік від містечка Синець (нині село Сенча Миргородського району Полтавської області).

## Історія
На 1731 у складі Сенчанської сотні Лубенського полку.
Універсалом Богдана Хмельницького від 29 червня 1656 року села Хитці та Луки передані у власність Лубенському Мгарському монастиреві.
До 2017 року орган місцевого самоврядування — Шеківська сільська рада.

## Населення
Згідно з переписом УРСР 1989 року чисельність наявного населення села становила 322 особи, з яких 132 чоловіки та 190 жінок.

### Мова
Розподіл населення за рідною мовою за даними перепису 2001 року:
| Мова       | Кількість | Відсоток |
| ---------- | --------- | -------- |
| українська | 281       | 98.6%    |
| російська  | 4         | 1.4%     |
| Усього     | 285       | 100%     |

## Економіка
- Молочно-товарна ферма.

## Об'єкти соціальної сфери
- Клуб.

## Відомі люди
У селі народився Федір Іванович Ааронський — український живописець, фініфтяр, іконописець.

## Галерея

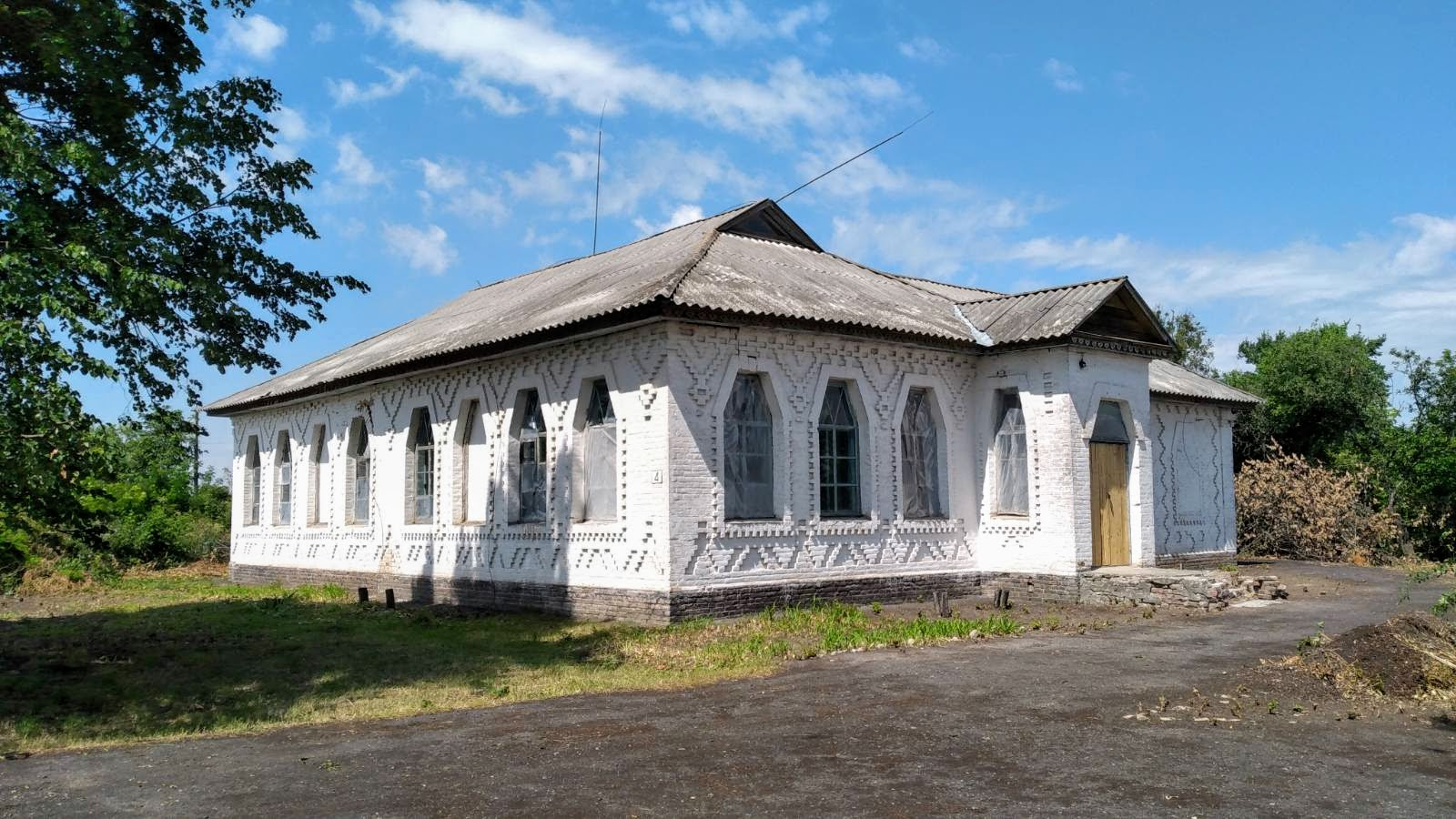
Школа земська однокомплектна
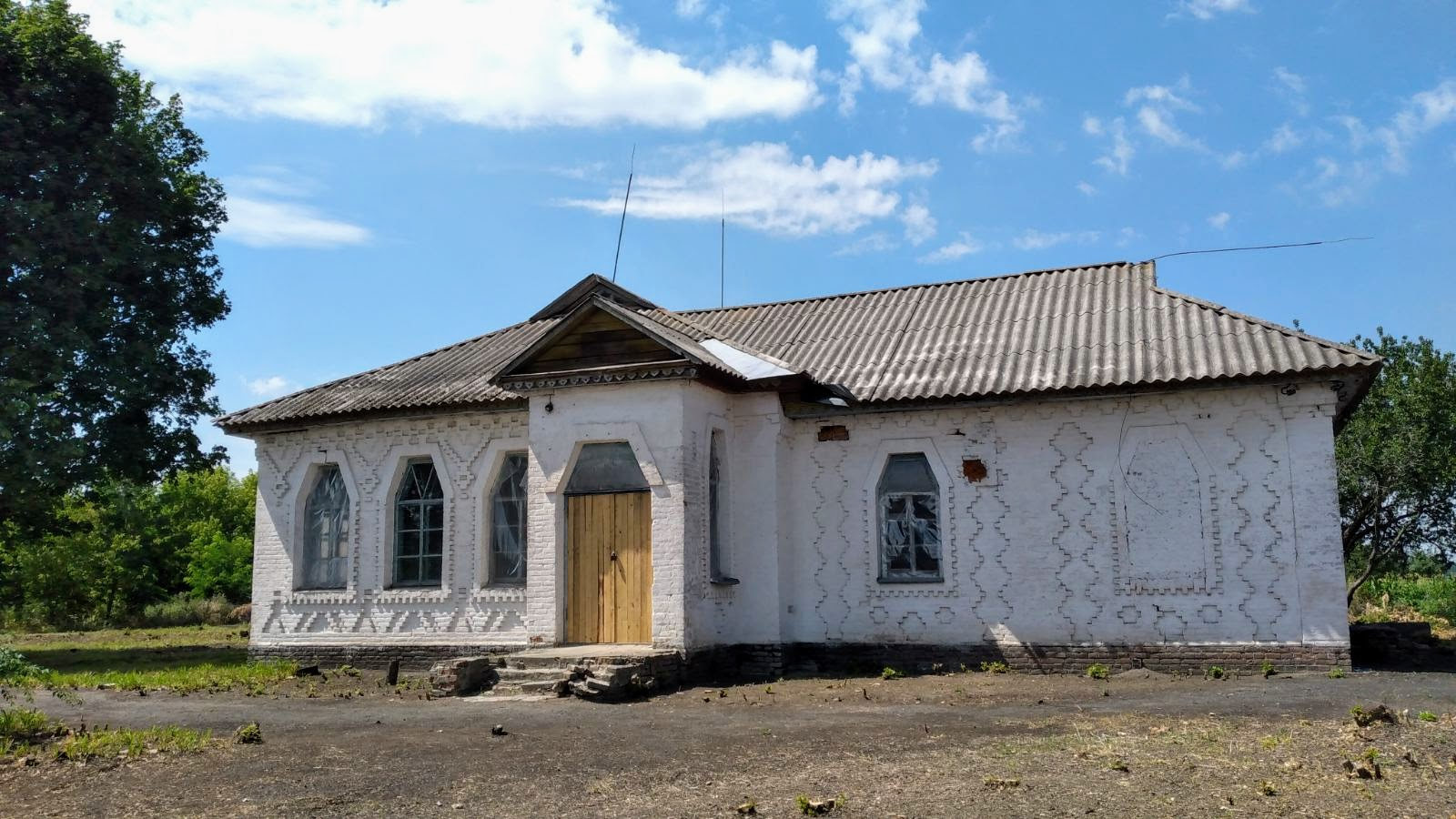